# 吉田兼倶
吉田 兼倶（よしだ かねとも）は、室町時代中期から戦国時代にかけての神道家。卜部兼名の子。官位は従二位・非参議。本姓は卜部氏。吉田神社の神主。吉田神道（唯一神道）の事実上の創始者。

## 経歴
家系は神祇の四姓の一つである卜部氏の系譜をひき、兼倶の代に吉田家を興した。
永享7年（1435年）、卜部兼名の子として誕生。初め兼敏と称したが、文正元年（1466年）に兼倶に改名している。
始め神祇大副を務め、卜部氏の家職・家学を継承していたが、次第に家学・神道説を整理し、「神明三元五大伝神妙経」を著して吉田神道の基礎を築いた。その後も神道説の中心となる「日本書紀」神代巻と「中臣祓（なかとみはらえ）」について研鑚を重ね、後土御門天皇に進講したのを始め、公家達にも講義を行った。文明16年（1484年）、吉田神社に斎所として虚無太元尊神（そらなきおおもとみことかみ）を祀る大元宮を創建して、日本各地の神を祭ったが、伊勢神宮には反対された。吉田神道の入門書であり、また根本経典でもある「唯一神道名法要集」「神道大意」「神名帳頭註」を著し、また朝廷・幕府に取り入り勢力を拡大し、みずから「神祇管領長上」と名乗り全国の神社を支配、神位・神職の位階を授与する権限を獲得した。

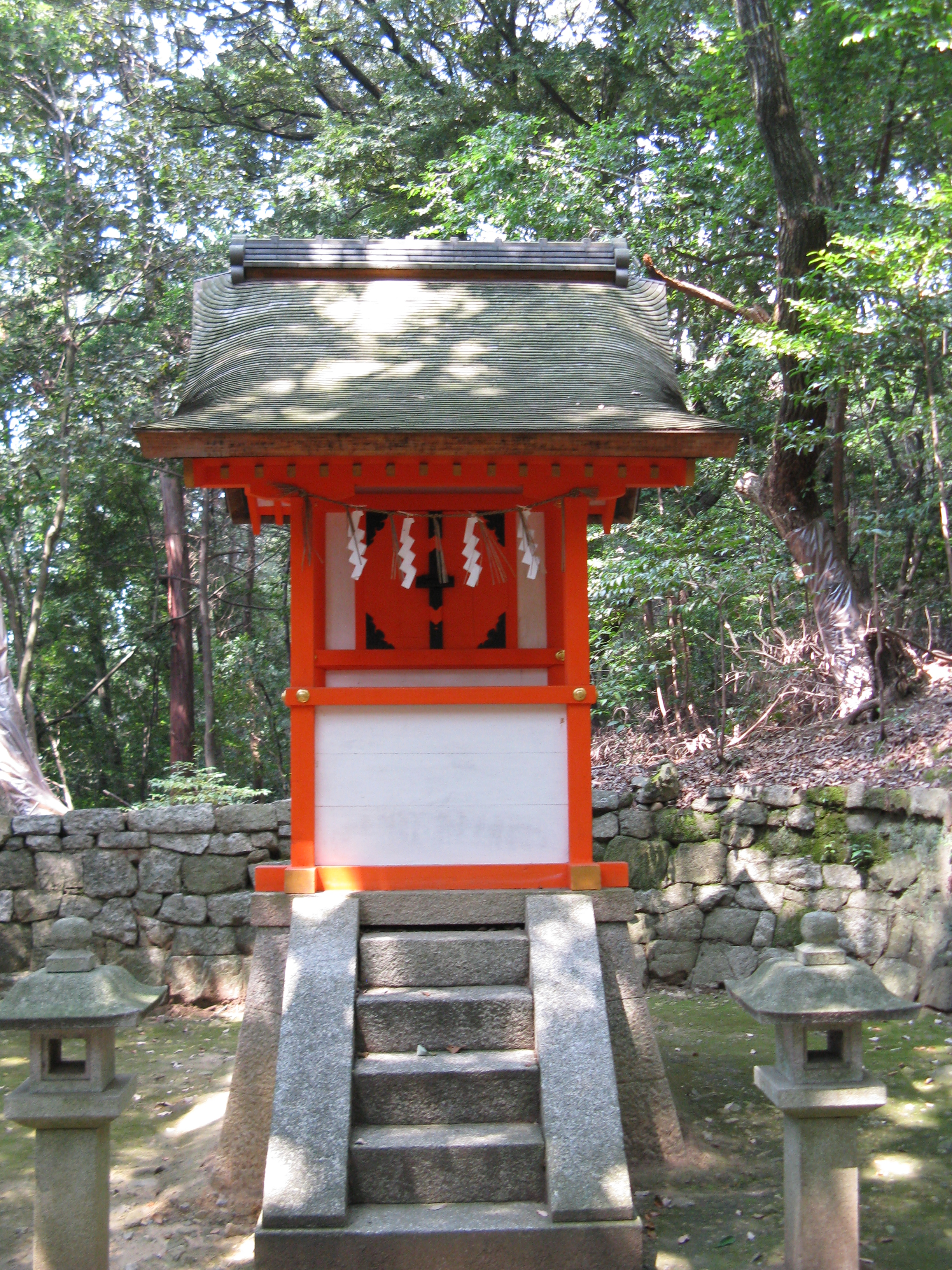
吉田兼倶が神龍大明神として祀られる神龍社

明応8年（1499年）に42歳で死去した子・兼致のために吉田山に寺院「神龍院」を創設し、その長老に息子の妙亀を就けた。神龍院はその後梵舜など吉田家の人間が跡を継いだ。
永正8年（1511年）、薨去。享年77。死後吉田社（現在の吉田神社）の境内に葬られ、神龍社にて、神龍大明神として祀られている。孫に吉田兼右。
兼倶が吉田神道を唱えた背景には、両部神道や伊勢神道に対抗する意図があった。兼倶は、吉田神道の主張を通じて、様々な教説にわかれていた神道を統合しようとし、室町幕府にも取り入って権勢を拡大し、神道界の権威になろうとした。

## 備考
- 兼俱が『徒然草』の作者である吉田兼好（兼好法師）を卜部氏嫡流（吉田家の祖先）と結びつける系譜を創作・捏造したとする小川剛生の説がある[6][7]。
- 日蓮宗の三十番神（法華神道）について、日蓮宗側に質問状を送る「番神問答事件」を起こしたとされる[8][9][10]。

## 著書
- 『神明三元五大伝神妙経』：吉田神道の経典。
- 『唯一神道名法要集』：吉田兼倶の主著。吉田神道の経典。卜部兼延に仮託されている。
- 『神道大意』：文明18年（1486年）。『神道大系』論説篇卜部神道（上）所収。『吉田叢書』第1篇所収。
- 『神道大意』：吉田兼直に仮託されている。
- 『神宗国源論』
- 『十八神道源起抄』
- 『日本書紀神代巻抄』：『日本書紀』神代巻の注釈書。
- 『神名帳頭註』：『延喜式』神名帳の注釈書。
- 景徐周麟『中臣祓聞書』：景徐周麟が記した吉田兼倶の講義ノート。『神道大系』古典註釈篇中臣祓注釈所収。
- 『中臣祓抄』：吉田兼倶の講義ノート。
- 『番神問答記』:日蓮宗側と問答する相手とされている[11]。